# Романов, Борис Иванович (контр-адмирал)
Борис Иванович Романов (21 апреля (4 мая) 1902 Санкт-Петербург  — 4 января 1950 года, Москва) — деятель ВМФ, контр-адмирал (22 января 1944).

## Биография
Родился 21 апреля (4 мая) 1902 в Санкт-Петербурге. Русский.
В РККА — с октября 1918; в ВМФ — с 1921; член ВКП(б) с 1930.
Окончил Военно-морскую подготовительную школу (10.1921—09.1922), Военно-морское училище (09.1922—05.1925), Специальные курсы комсостава ВМС РККА (10.1926—06.1928).
Службу проходил краснофлотцем Центрального флотского экипажа (1921), помощником вахтенного начальника (05.1925—09.1926) и вахтенным начальником (09.—10.1926) линейного корабля «Марат» Морских сил Балтийского моря, старшим химиком линейного корабля «Парижская Коммуна» (06.1928—05.1930) Морских сил Чёрного и Азовского морей, главным химиком Главного военного порта (05.1930—04.1931), флаг-химиком штаба Балтийского флота (04.1931—11.1936), начальником химической службы Управления Морских сил РККА (11.1936—05.1937), начальником Научно-исследовательского химического института ВМФ (05.1937—09.1941), флагманским химиком штаба Балтийского флота (09.1941—04.1942), заместителем начальника (04.—08.1942) и начальником (08.1942—01.1950) Химического управления ВМС.
Умер 4 января 1950 года в Москве. Похоронен на Новодевичьем кладбище.

## Награды
- Орден Ленина (1945)[2];
- Орден Красного Знамени (1942)[3];
- Орден Красного Знамени (1944)[4];
- Орден Красного Знамени (1945)[5];
- Орден Красного Знамени (1949);
- Орден Отечественной войны I степени (1944)[6];
- Медаль «За оборону Ленинграда»[7] (1945);
- Медаль «За победу над Германией в Великой Отечественной войне 1941—1945 годов» (1945).